# Rechtwinkliges Dreieck
Ein rechtwinkliges Dreieck ist ein Dreieck mit einem rechten Winkel. Es bildet die Grundlage für den Satz des Pythagoras, für Sinus und Kosinus und weitere trigonometrische Funktionen.

## Bezeichnungen
Als Hypotenuse bezeichnet man die längste Seite eines rechtwinkligen Dreiecks. Sie liegt dem rechten Winkel gegenüber.
Als Kathete (aus dem griechischen káthetos, das Herabgelassene, Senkblei) wird jede der beiden kürzeren Seiten in einem rechtwinkligen Dreieck bezeichnet. Die Katheten sind also die beiden Seiten des rechtwinkligen Dreiecks, die den rechten Winkel bilden. In Bezug auf einen der beiden spitzen Winkel (in der Skizze {\displaystyle \alpha }) des Dreiecks unterscheidet man die Ankathete dieses Winkels (die dem Winkel anliegende Kathete) und die Gegenkathete (die dem Winkel gegenüberliegende Kathete).

## Berechnung und Konstruktion

Konstruktion SWW-Fall, gegeben sind Hypotenuse und Winkel

SSS-Fall: kleinstes Tripel:

Ein rechtwinkliges Dreieck ist durch drei Bestimmungsstücke vollständig bestimmt: den rechten Winkel, eine Seite sowie eine weitere Seite oder einen weiteren Winkel. Des Weiteren ist die Höhe {\displaystyle h_{a}} gleich der Kathete {\displaystyle b} sowie die Höhe {\displaystyle h_{b}} gleich der Kathete {\displaystyle a}.
- Sind beide Katheten gegeben, so lässt sich das Dreieck nach dem SWS-Fall behandeln.

Die Kathete {\displaystyle b} senkrecht auf die Kathete {\displaystyle a} anordnen. Der Abstand {\displaystyle |{\overline {AB}}|} ergibt die fehlende Hypotenuse {\displaystyle c} und somit das Dreieck {\displaystyle ABC}.
- Sind eine Kathete und die Hypotenuse gegeben, so wird der SSW-Fall angewandt.

Die Hypotenuse halbieren und über den Mittelpunkt {\displaystyle M} den Thaleskreis ziehen. Ist z. B. die Kathete {\displaystyle b} gegeben, schneidet der Kreisbogen um {\displaystyle A} mit dem Radius {\displaystyle b} den Thaleskreis in {\displaystyle C}. Die Verbindung {\displaystyle C} mit {\displaystyle B} vollendet das Dreieck {\displaystyle ABC}.
- Sind eine Seite und ein nicht-rechter Winkel gegeben, so lässt sich über die Winkelsumme der dritte Winkel bestimmen. Danach kann man das Dreieck nach dem WSW- bzw. SWW-Fall behandeln.

Ist z. B. die Kathete {\displaystyle a} und der Winkel {\displaystyle \beta } gegeben (WSW-Fall), wird ab {\displaystyle B} eine gerade Linie gezogen, die mit der Kathete {\displaystyle a} den Winkel {\displaystyle \beta } bildet. Die abschließende Senkrechte auf {\displaystyle a} ab {\displaystyle C} schneidet die gerade Linie in {\displaystyle A} und erzeugt somit das Dreieck {\displaystyle ABC}.
Ist z. B., wie im nebenstehenden Bild zu sehen, die Hypotenuse {\displaystyle c} und der Winkel {\displaystyle \beta } gegeben (SWW-Fall), wird {\displaystyle c} halbiert und über den Mittelpunkt {\displaystyle M} der Thaleskreis gezogen. Beim Festlegen des Winkels {\displaystyle \beta } mit Scheitel {\displaystyle B} ergibt sich {\displaystyle C} auf dem Thaleskreis und damit die Kathete {\displaystyle a}. Die Verbindung {\displaystyle C} mit {\displaystyle A} liefert die Kathete {\displaystyle b} und vollendet somit das rechtwinklige Dreieck {\displaystyle ABC}.
- Stehen im SSS-Fall die Seiten zueinander im Verhältnis gleich dem eines pythagoreischen Tripels, beispielsweise {\displaystyle (3,4,5)}, ist das Dreieck rechtwinklig.

| Mathematische Formeln zum rechtwinkligen Dreieck | Mathematische Formeln zum rechtwinkligen Dreieck | Mathematische Formeln zum rechtwinkligen Dreieck | Mathematische Formeln zum rechtwinkligen Dreieck |
| ------------------------------------------------ | --- | --- | ------------------------------------------------ |
| Umfang (und Halbumfang)                          | {\displaystyle {\begin{aligned}U&=a+b+c,\\U&=2\cdot \rho +4\cdot r,\\U&=\rho +\rho _{a}+\rho _{b}+\rho _{c},\\s&={\frac {U}{2}}\end{aligned}}}                                                                                                  | | Rechtwinkliges Dreieck, Größen des Dreiecks      |
| Flächeninhalt                                    | {\displaystyle {\begin{aligned}A&={\frac {a\cdot b}{2}},\\A&=\rho \cdot (\rho +2\cdot r),\\A&=\rho \cdot \rho _{c}=\rho _{a}\cdot \rho _{b},\\A&=s\cdot (s-c)=(s-a)\cdot (s-b)\end{aligned}}}                                                   | | Rechtwinkliges Dreieck, Größen des Dreiecks      |
| Hypotenuse                                       | {\displaystyle {\begin{aligned}c&={\sqrt {a^{2}+b^{2}}},\\c&={\frac {a^{2}}{\sqrt {a^{2}-h_{c}^{2}}}},\\c&={\frac {b^{2}}{\sqrt {b^{2}-h_{c}^{2}}}}\end{aligned}}}                                                                              | {\displaystyle {\begin{aligned}c&={\frac {a}{\sin(\alpha )}}={\frac {b}{\cos(\alpha )}},\\c&={\frac {b}{\sin(\beta )}}={\frac {a}{\cos(\beta )}}\end{aligned}}}                                                                  | Rechtwinkliges Dreieck, Größen des Dreiecks      |
| Kathete                                          | {\displaystyle {\begin{aligned}a&={\sqrt {c^{2}-b^{2}}},\\a&={\frac {b\cdot h_{c}}{\sqrt {b^{2}-h_{c}^{2}}}},\\a&={\sqrt {{\frac {c}{2}}\cdot \left(c-{\sqrt {c^{2}-4\cdot h_{c}^{2}}}\right)}}\end{aligned}}}                                  | {\displaystyle {\begin{aligned}a&=c\cdot \sin(\alpha )=c\cdot \cos(\beta ),\\a&=b\cdot \tan(\alpha )=b\cdot \cot(\beta )\end{aligned}}}                                                                                          | Rechtwinkliges Dreieck, Größen des Dreiecks      |
| Kathete                                          | {\displaystyle {\begin{aligned}b&={\sqrt {c^{2}-a^{2}}},\\b&={\frac {a\cdot h_{c}}{\sqrt {a^{2}-h_{c}^{2}}}},\\b&={\sqrt {{\frac {c}{2}}\cdot \left(c+{\sqrt {c^{2}-4\cdot h_{c}^{2}}}\right)}}\end{aligned}}}                                  | {\displaystyle {\begin{aligned}b&=c\cdot \cos(\alpha )=c\cdot \sin(\beta ),\\b&=a\cdot \cot(\alpha )=a\cdot \tan(\beta )\end{aligned}}}                                                                                          | Rechtwinkliges Dreieck, Größen des Dreiecks      |
| Höhe                                             | {\displaystyle {\begin{aligned}h_{c}&={\frac {a\cdot b}{c}},\\{\frac {1}{h_{c}^{2}}}&={\frac {1}{a^{2}}}+{\frac {1}{b^{2}}}\end{aligned}}} | {\displaystyle {\begin{aligned}h_{c}&=b\cdot \sin(\alpha )=a\cdot \cos(\alpha ),\\h_{c}&=a\cdot \sin(\beta )=b\cdot \cos(\beta )\end{aligned}}}                                                                                  | Rechtwinkliges Dreieck, Größen des Dreiecks      |
| Winkel                                           | {\displaystyle \alpha +\beta =\gamma =90^{\circ }} | {\displaystyle {\begin{aligned}\alpha &=\arcsin \left({\frac {a}{c}}\right)=\arccos \left({\frac {b}{c}}\right),\\\alpha &=\arctan \left({\frac {a}{b}}\right)=\operatorname {arccot} \left({\frac {b}{a}}\right)\end{aligned}}} | Rechtwinkliges Dreieck, Größen des Dreiecks      |
| Winkel                                           | {\displaystyle \alpha +\beta =\gamma =90^{\circ }} | {\displaystyle {\begin{aligned}\beta &=\arcsin \left({\frac {b}{c}}\right)=\arccos \left({\frac {a}{c}}\right),\\\beta &=\arctan \left({\frac {b}{a}}\right)=\operatorname {arccot} \left({\frac {a}{b}}\right)\end{aligned}}}   | Rechtwinkliges Dreieck, Größen des Dreiecks      |
| Inkreisradius                                    | {\displaystyle \rho ={\frac {a\cdot b}{(a+b)+c}}={\frac {(a+b)-c}{2}}=s-c} | | Rechtwinkliges Dreieck, Größen des Dreiecks      |
| Ankreisradien                                    | {\displaystyle {\begin{aligned}\rho _{a}&={\frac {a\cdot b}{c-(a-b)}}={\frac {c+(a-b)}{2}}=s-b,\\\rho _{b}&={\frac {a\cdot b}{c+(a-b)}}={\frac {c-(a-b)}{2}}=s-a,\\\rho _{c}&={\frac {a\cdot b}{(a+b)-c}}={\frac {(a+b)+c}{2}}=s\end{aligned}}} | {\displaystyle {\begin{aligned}\rho _{a}+\rho &=a,\\\rho _{b}+\rho &=b,\\\rho _{c}-\rho &=\rho _{a}+\rho _{b}=c,\\\rho _{c}+\rho &=a+b,\\\rho _{a}-\rho _{b}&=a-b\end{aligned}}}                                                 | Rechtwinkliges Dreieck, Größen des Dreiecks      |
| Umkreisradius                                    | {\displaystyle r={\frac {c}{2}}} | | Rechtwinkliges Dreieck, Größen des Dreiecks      |

## Sätze

### Pythagoras
- Die Beziehung zwischen den Längen der Katheten und der Hypotenuse beschreibt der Satz des Pythagoras, der auch als Hypotenusensatz bezeichnet wird. (Der Satz lautet: Sind {\displaystyle a} und {\displaystyle b} die Seitenlängen der Katheten eines rechtwinkligen Dreiecks und ist {\displaystyle c} die Seitenlänge der Hypotenuse, so gilt die Gleichung {\displaystyle a^{2}+b^{2}=c^{2}}). Der Satz des Pythagoras ist ein Spezialfall des Kosinussatzes. Der Kosinus von {\displaystyle 90^{\circ }} ist 0, wodurch sich die Formel deutlich vereinfacht.

- Anders formuliert besagt der Satz des Pythagoras, dass die Summe der Flächeninhalte der beiden Quadrate über den Katheten gleich dem Flächeninhalt des Quadrats über der Hypotenuse ist. Aus dieser Tatsache folgen der Kathetensatz und der Höhensatz (siehe auch Satzgruppe des Pythagoras). Die Höhe {\displaystyle h=h_{c}} eines rechtwinkligen Dreiecks teilt die Hypotenuse in zwei Teile {\displaystyle p} und {\displaystyle q}, sodass die beiden Teildreiecke mit den Seiten {\displaystyle p}, {\displaystyle a}, {\displaystyle h} und {\displaystyle q}, {\displaystyle h}, {\displaystyle b} wiederum rechtwinklig sind. Bei Kenntnis zweier der sechs Angaben ({\displaystyle a}, {\displaystyle b}, {\displaystyle c}, {\displaystyle p}, {\displaystyle q} und {\displaystyle h}) lassen sich die fehlenden vier anderen Werte aus den in folgender Tabelle aufgeführten Formeln berechnen.

| Satz des Pythagoras | {\displaystyle c^{2}=a^{2}+b^{2}} |  |
| Kathetensatz        | {\displaystyle a^{2}=c\cdot p}    |  |
| Kathetensatz        | {\displaystyle b^{2}=c\cdot q}    |  |
| Höhensatz           | {\displaystyle h^{2}=p\cdot q}    |  |

### Thales
- Der Satz des Thales besagt, dass jedes Dreieck am Halbkreisbogen ein rechtwinkliges Dreieck ist. Der Mittelpunkt der Hypotenuse ist das Zentrum des Thaleskreises, des Umkreises des rechtwinkligen Dreiecks.

### Höhensatz, Kathetensatz und trigonometrische Funktion
- Der Fußpunkt der Höhe teilt die Hypotenuse in zwei Hypotenusenabschnitte. Der Kathetensatz und der Höhensatz machen Aussagen über die Längen dieser Teilstrecken.

- Die trigonometrischen Funktionen beschreiben die rechnerischen Zusammenhänge zwischen den Winkeln und den Seitenverhältnissen.

### Satz von Eddy
Der Satz wurde erst im Jahr 1991 formuliert, „ist aber sicher schon sehr viel älter“.

Bild 2: Beweis durch Kreiswinkelsatz (Zentriwinkelsatz)

Bild 1: Beweis durch Symmetrie

„Die Winkelhalbierende des rechten Winkels eines rechtwinkligen Dreiecks teilt das Hypotenusenquadrat in zwei kongruente Flächen.“

Es sei ein beliebiges Dreieck {\displaystyle ABC} mit der Hypotenuse {\displaystyle c,} dem Hypotenusenquadrat {\displaystyle c^{2}} und mit der Winkelhalbierenden {\displaystyle wh} des rechten Winkels am Scheitel {\displaystyle C.} Die Winkelhalbierende {\displaystyle wh} schneidet im Punkt {\displaystyle F} sowie im Punkt {\displaystyle G} das Hypotenusenquadrat {\displaystyle c^{2}} in zwei Vierecke {\displaystyle ADGF} und {\displaystyle GEBF.}
Beweise
A) Beweis durch Symmetrie, Bild 1, gleichermaßen der Geometrische Beweis durch Ergänzung für den Satz des Pythagoras.
B) Ansatz für einen alternativen Beweis, Bild 2:
- Die beiden Dreiecke {\displaystyle IFM} und {\displaystyle IGJ} müssen kongruent sein.
- Dies trifft nur zu, wenn die Winkelhalbierende {\displaystyle wh} durch den Mittelpunkt des Hypotenusenquadrates {\displaystyle c^{2}} verläuft.

Zuerst wird der Mittelpunkt {\displaystyle M} der Hypotenuse {\displaystyle c} bestimmt, anschließend der Kreis {\displaystyle k_{1}} mit dem Radius {\displaystyle |{\overline {MB}}|} um {\displaystyle M} eingezeichnet und die Mittelsenkrechte des Durchmessers {\displaystyle |{\overline {AB}}|} mit den soeben erzeugten Schnittpunkten {\displaystyle H,} {\displaystyle I} und {\displaystyle J} eingetragen. Der Schnittpunkt {\displaystyle I} entspricht dem Mittelpunkt des Hypotenusenquadrates {\displaystyle c^{2}.} Abschließend noch den Punkt {\displaystyle A} mit {\displaystyle I} verbinden.
Das einbeschriebene Dreieck {\displaystyle AIC} hat am Scheitel {\displaystyle M} den Zentriwinkel mit der Winkelweite gleich {\displaystyle 90^{\circ }.} Nach dem Kreiswinkelsatz (Zentriwinkelsatz) hat der Winkel {\displaystyle ACI} folglich die Winkelweite {\displaystyle 45^{\circ },} damit verläuft die Winkelhalbierende {\displaystyle wh} ebenfalls durch den Mittelpunkt {\displaystyle I} des Hypotenusenquadrates {\displaystyle c^{2}.}
Somit bestätigt sich, die beiden Dreiecke {\displaystyle IFM} und {\displaystyle IGJ} sind kongruent, demzufolge haben auch die Vierecke {\displaystyle ADGF} und {\displaystyle GEBF} gleiche Flächeninhalte.

### Weitere Sätze
- In dem rechtwinkligen Dreieck {\displaystyle ABC} schneiden die Kreise um {\displaystyle A} und {\displaystyle B} mit den Radien {\displaystyle |{\overline {AC}}|}, bzw. {\displaystyle |{\overline {BC}}|} die Hypotenuse {\displaystyle {\overline {AB}}} in den Punkten {\displaystyle D} und {\displaystyle E}.

Dann hat die Strecke {\displaystyle {\overline {DE}}} dieselbe Länge wie der Durchmesser des Inkreises (Figuren 1 und 2).
Beweis:
Die Differenz aus der Summe der Kathetenlängen und der Hypotenusenlänge beträgt {\displaystyle (x+r)+(y+r)-(x+y)=2r} (Figur 2).
Somit hat die Überlappung der bis zur Hypotenuse gedrehten Katheten die Länge {\displaystyle 2r={\overline {DE}}} (Figuren 1 und 2).
- In dem rechtwinkligen Dreieck {\displaystyle ABC} ist die Summe der Inkreisradien {\displaystyle r}, {\displaystyle r_{1}} und {\displaystyle r_{2}} der Dreiecke {\displaystyle ABC}, {\displaystyle ADC} und {\displaystyle DBC} gleich der Länge der Höhe {\displaystyle CD} (Figuren 2, 3 und 4).

Beweis:
{\displaystyle 2r+2r_{1}+2r_{2}=({\overline {AC}}+{\overline {BC}}-{\overline {AB}})+({\overline {AD}}+{\overline {CD}}-{\overline {AC}})+({\overline {BD}}+{\overline {CD}}-{\overline {BC}})=2{\overline {CD}}} (Figuren 2, 3 und 4).
Hieraus folgt die Behauptung, nämlich {\displaystyle r+r_{1}+r_{2}={\overline {CD}}}

Figur 1
Figur 2
Figur 3
Figur 4

- In einem rechtwinkligen Dreieck halbiert die Winkelhalbierende des rechten Winkels auch den von der Höhe und der Seitenhalbierenden auf der Hypotenuse eingeschlossenen Winkel (Figur 5).

Figur 5

Figur 6

Beweis:
In dem gelben rechtwinkligen Dreieck sind {\displaystyle CD} die Winkelhalbierende, {\displaystyle CH} die Höhe und {\displaystyle CM} die Seitenhalbierende des rechten Winkels. Es ist zu zeigen, dass {\displaystyle CD} auch den Winkel {\displaystyle \angle MCH} halbiert.
Das Dreieck ist dargestellt als Teil eines Quadrats mit der Seitenlänge {\displaystyle b}. Die Strecken {\displaystyle {\overline {CH}}}, {\displaystyle {\overline {CD}}} und {\displaystyle {\overline {CM}}} sind bis zu ihren jeweiligen Schnittpunkten {\displaystyle Q} bzw. {\displaystyle R} bzw. {\displaystyle S} mit den Quadratseiten verlängert. Die Behauptung folgt dann aus der paarweisen Kongruenz der rechtwinkligen Dreiecke {\displaystyle ABC}, {\displaystyle CQP} und {\displaystyle CAS} (Übereinstimmung in ihren Kathetenlängen a und b und dem eingeschlossenen rechten Winkel) sowie der daraus resultierenden Kongruenz der Dreiecke {\displaystyle CRQ} und {\displaystyle CSR}, aus denen sich das zu der Diagonalen {\displaystyle CR} symmetrische (Drachen-)Viereck {\displaystyle CSRQ} zusammensetzt.
- Verbindet man in einem rechtwinkligen Dreieck die Kathetenmittelpunkte mit dem Höhenfußpunkt auf der Hypotenuse, so hat das aus den beiden Verbindungsstrecken und den beiden jeweils halben Katheten gebildete Viereck einen rechten Innenwinkel beim Höhenfußpunkt (Figur 6).

Beweis:
{\displaystyle HK} ist die Seitenhalbierende von {\displaystyle CA} im rechtwinkligen Dreieck {\displaystyle CAH} und {\displaystyle HL} die Seitenhalbierende von {\displaystyle CB} im rechtwinkligen Dreieck {\displaystyle BCH}. Deshalb ist {\displaystyle |{\overline {HK}}|} Thaleskreisradius von {\displaystyle CAH} und {\displaystyle |{\overline {HL}}|} Thaleskreisradius von {\displaystyle BCH}. Daraus folgt, dass das Dreieck {\displaystyle AHK} gleichschenklig mit der Schenkellänge {\displaystyle {\tfrac {b}{2}}} und den Basiswinkeln {\displaystyle \angle HAK} und {\displaystyle \angle KAH} und das Dreieck {\displaystyle HBL} gleichschenklig mit der Schenkellänge {\displaystyle {\tfrac {a}{2}}} und den Basiswinkeln {\displaystyle \angle BHL} und {\displaystyle \angle LBH} ist. Da die Winkel {\displaystyle \angle HAK} und {\displaystyle \angle KHA} bzw. {\displaystyle \angle LBH} und {\displaystyle \angle BHL} jeweils dieselben Weiten haben und das Dreieck {\displaystyle ABC} rechtwinklig ist, addieren sich die Winkelweiten von {\displaystyle \angle KHA} und {\displaystyle \angle BHL} zu {\displaystyle 90^{\circ }}. Damit hat auch der Winkel {\displaystyle \angle LHK} die Weite {\displaystyle 90^{\circ }}, woraus die Behauptung folgt.
Folgerung:
Wegen der Längengleichheit der Strecken {\displaystyle {\overline {CL}}} und {\displaystyle {\overline {LH}}} sowie der Strecken {\displaystyle {\overline {CK}}} und {\displaystyle {\overline {KH}}} ist das grüne Viereck {\displaystyle CKHL} ein spezielles Drachenviereck mit zwei gegenüberliegenden rechten Winkeln. Seine diagonale Symmetrieachse {\displaystyle LK} teilt es in die rechtwinkligen Dreiecke {\displaystyle KLC} und {\displaystyle LKH}, die einen gemeinsamen Thaleskreis besitzen. Hieraus folgt, dass das Drachenviereck {\displaystyle CKHL} auch ein Sehnenviereck ist.
- Der Inkreisradius r eines rechtwinkligen Dreiecks mit den Kathetenlängen a und b und der Hypotenusenlänge c ist auf zwei Arten in Abhängigkeit von den drei Seitenlängen darstellbar (Figur 7):

Figur 8

Figur 7

{\displaystyle r={\frac {ab}{a+b+c}}}
{\displaystyle r={\frac {a+b-c}{2}}}
Der Beweis basiert auf den Eigenschaften des Inkreises im rechtwinkligen Dreieck. Mit Hilfe von Figur 7 ergibt sich
{\displaystyle ab=r(a+b+c)},
woraus unmittelbar die erste Behauptung folgt.
In Figur 8 lässt sich
{\displaystyle c=(a-r)+(b-r)}
ablesen. Durch einfache Umformung erhält man sofort die zweite Behauptung.

## Ausgezeichnete Punkte

Rechtwinkliges Dreieck mit den vier „klassischen“ ausgezeichneten Punkten und darüber hinaus der Mittelpunkt des Feuerbachkreises mit dessen neun ausgezeichneten Punkten (davon nur fünf sichtbar) und der Eulerschen Geraden

Wie aus dem Bild ersichtlich, liegt von den vier „klassischen“ ausgezeichneten Punkten im rechtwinkligen Dreieck, der Höhenschnittpunkt {\displaystyle H} (hellbraun) direkt im Scheitel des rechten Winkles, Eckpunkt {\displaystyle C}, und der Umkreismittelpunkt {\displaystyle U} (hellgrün) in der Mitte der Dreieckseite {\displaystyle c.} Der Schwerpunkt {\displaystyle S} (dunkelblau) sowie der Inkreismittelpunkt {\displaystyle I} (rot) sind innerhalb des Dreiecks.
Der Mittelpunkt {\displaystyle F} des Feuerbachkreises (beides hellblau) ist in der Mitte der Strecke {\displaystyle {\overline {HU}}} und ebenfalls innerhalb des Dreiecks. Auf dem Feuerbachkreis liegen dessen neun ausgezeichnete Punkte, von denen aber, aufgrund der Position des Höhenschnittpunktes {\displaystyle H,} nur fünf zu sehen sind. Es sind dies die Seitenmittelpunkte {\displaystyle J,M} und {\displaystyle O} sowie die Höhenfußpunkte {\displaystyle D} und {\displaystyle G.} Zwei der drei Mittelpunkte der sogenannten oberen Höhenabschnitte, nämlich {\displaystyle E} und {\displaystyle N,} liegen auf den Seitenmittelpunkten {\displaystyle J} bzw. {\displaystyle M.} Der dazugehörende dritte Mittelpunkt {\displaystyle K} liegt auf dem Scheitelpunkt {\displaystyle C.} Schließlich findet man den dritten Höhenfußpunkt {\displaystyle L} auf dem Höhenschnittpunkt {\displaystyle H.}
Die Bezeichnungen der ausgezeichneten Punkte und deren Positionen sind mit denen des spitzwinkligen Dreiecks vergleichbar.
Die Punkte {\displaystyle U}, {\displaystyle S}, {\displaystyle F} und {\displaystyle H} befinden sich, wie bei allen Dreiecken, auf der Eulerschen Gerade {\displaystyle e} (rot).

## Ungleichungen

Abb. 1:

Abb. 2:

Für die Katheten {\displaystyle a} und {\displaystyle b} gilt {\displaystyle (a-b)^{2}\geq 0}, also {\displaystyle a^{2}+b^{2}\geq 2\cdot a\cdot b}. Addition von {\displaystyle a^{2}+b^{2}} ergibt {\displaystyle 2\cdot a^{2}+2\cdot b^{2}\geq a^{2}+2\cdot a\cdot b+b^{2}}, also {\displaystyle 2\cdot (a^{2}+b^{2})\geq (a+b)^{2}}. Nach dem Satz des Pythagoras folgt daraus {\displaystyle c^{2}\geq {\frac {(a+b)^{2}}{2}}} und die Ungleichungen
{\displaystyle c\geq {\frac {a+b}{\sqrt {2}}}\geq {\sqrt {2\cdot a\cdot b}}}
Die rechte Ungleichung ist ein Spezialfall der Ungleichung vom arithmetischen und geometrischen Mittel.
Die linke Ungleichung wird auch als Dreiecksungleichung für rechtwinklige Dreiecke bezeichnet (siehe Abb. 1 für den Fall der Ungleichheit und Abb. 2 für den Fall der Gleichheit).
Division von {\displaystyle 4\cdot a\cdot b\leq (a+b)^{2}} durch die linke Ungleichung ergibt {\displaystyle {\frac {4\cdot a\cdot b}{c}}\leq {\sqrt {2}}\cdot (a+b)}. Wegen {\displaystyle h_{c}={\frac {a\cdot b}{c}}} folgt daraus
{\displaystyle h_{c}\leq {\frac {a+b}{2\cdot {\sqrt {2}}}}}
Aus {\displaystyle c^{2}=a^{2}+b^{2}\geq 2\cdot a\cdot b} folgt wegen {\displaystyle a>0}, {\displaystyle b>0}, {\displaystyle c>0} für die Kehrwerte {\displaystyle {\frac {1}{c^{2}}}\leq {\frac {1}{2\cdot a\cdot b}}}, also {\displaystyle {\frac {1}{c}}\leq {\frac {1}{\sqrt {2\cdot a\cdot b}}}}. Multiplikation mit {\displaystyle a\cdot b} auf beiden Seiten ergibt {\displaystyle {\frac {a\cdot b}{c}}\leq {\frac {\sqrt {a\cdot b}}{\sqrt {2}}}}. Wegen {\displaystyle h_{c}={\frac {a\cdot b}{c}}} folgen daraus die genaueren Ungleichungen
{\displaystyle h_{c}\leq {\frac {\sqrt {a\cdot b}}{\sqrt {2}}}\leq {\frac {a+b}{2\cdot {\sqrt {2}}}}}
Die Gleichungen {\displaystyle c={\frac {a+b}{\sqrt {2}}}={\sqrt {2\cdot a\cdot b}}} und {\displaystyle h_{c}={\frac {\sqrt {a\cdot b}}{\sqrt {2}}}={\frac {a+b}{2\cdot {\sqrt {2}}}}} gelten genau dann, wenn {\displaystyle a=b}, also für ein rechtwinkliges und gleichschenkliges Dreieck mit den Innenwinkeln {\displaystyle 45^{\circ }}, {\displaystyle 45^{\circ }} und {\displaystyle 90^{\circ }}.

## Beziehungen zum Goldenen Schnitt

Goldener Schnitt im rechtwinkligen Dreieck

Gegeben sei ein rechtwinkliges Dreieck {\displaystyle ABC}, in dem die beiden Kathetenlängen {\displaystyle a} und {\displaystyle b} sowie die Hypotenusenlänge {\displaystyle c} in dieser Reihenfolge die ersten drei Glieder einer geometrischen Folge bilden, also {\displaystyle a=1}, {\displaystyle b=q} und {\displaystyle c=q^{2}} mit {\displaystyle q\in \mathbb {R} ^{+}}. Es seien {\displaystyle c_{1}} die Länge des längeren Hypotenusenabschnitts, {\displaystyle c_{2}} die des kürzeren Hypotenusenabschnitts, {\displaystyle h} die Höhe auf {\displaystyle c} und {\displaystyle H} der Fußpunkt von {\displaystyle h}. Dann gilt:
{\displaystyle b={\sqrt {\Phi }}},
{\displaystyle c=\Phi }.
Hieraus folgt unmittelbar:
{\displaystyle b} ist das geometrische Mittel von {\displaystyle a} und {\displaystyle c},
{\displaystyle c_{1}=1},
{\displaystyle c_{2}=\Phi -1},
{\displaystyle h={\frac {1}{\sqrt {\Phi }}}},
die Dreiecke {\displaystyle CAH}, {\displaystyle BCH} und {\displaystyle ABC} sind paarweise zueinander ähnlich.
Beweis der ersten beiden Behauptungen:
{\displaystyle a^{2}+b^{2}=c^{2}\Leftrightarrow 1+q^{2}=q^{4}\Leftrightarrow q^{4}-q^{2}-1=0}.
Da eine Streckenlänge stets positiv ist, gilt somit
{\displaystyle b={\sqrt {\Phi }}} und {\displaystyle c=\Phi }.